# Котяча акула темна
Котяча акула темна (Bythaelurus incanus) — акула з роду Bythaelurus родини Котячі акули. Інша назва акули «млиста котяча акула».

## Опис
Загальна довжина досягає 45,4 см. Голова широка (13,5% довжини тіла) й не дуже довга (19,1% довжини усього тіла). Морда коротка і округла. Очі великі, овальні, горизонтальної форми, з мигальною перетинкою. За ними розташовані невеличкі бризкальця. Ніздрі з носовими клапанами. Рот широкий, його ширина становить 10% довжини акули. В кутах рота присутні чітко виражені губні борозни. на кожній щелепі присутні по 100 зубів. Зуби дрібні, з 4 верхівками, з яких 2 центральними є високими, інші 2 бокові — трохи менше. Над пащею розташовано невеликий горбик. Тулуб кремезний. Шкіряна луска вигнута, трикутної форми. Грудні плавці великі, широкі. Має 2 невеликі спинних плавця, однакового розміру. Передній спинний плавець розташовано позаду черевних плавців, задній — починається за анальним плавцем. Відстань між грудними та черевними плавцями у 3 рази більше відстані між черевними плавцями та анальним плавцем. Хвостовий плавець довгий, вузький, гетероцеркальний.
Забарвлення темно-сіро-коричневе, може бути бурою. Спинні, грудні, черевні, анальний плавці мають світло-коричневу облямівку. Кінчик верхньої лопаті хвостового плавця темно-коричневого кольору.

## Спосіб життя
Тримається на глибині 900 м, материковому шельфі. Повільна та млява акула. Полює на здобич біля дна, є бентофагом. Живиться глибоководними креветками, крабами, кальмарами, дрібною костистою рибою.
Це яйцекладна акула. Самиця відкладає 2 яйця.

## Розповсюдження
Мешкає на північному заході від Австралії — на рифі Ашмор (між Австралією та о. Ява).